# مسموم کردن سرچشمه
مسموم کردن سرچشمه (به انگلیسی: Poisoning the well) یا مسموم کردن چاه، مغالطه‌ای است که کسی ادّعایی کند و برای جلوگیری از اعتراض دیگران، صفت زشتی را به مخالفان آن مدّعا نسبت دهد؛ به‌طوری‌که اگر کسی بخواهد اعتراض کند، گویا خود را مصداقی از مصادیق آن صفت مذموم دانسته باشد. این کار در حقیقت بستن راه استدلال و تحقیر مخالفان به جای ارائهٔ دلیل برای اثبات مدّعا است.

## مثال‌ها
- مردم در همه‌پرسی حضوری گسترده خواهند داشت. مردم با دل و جان پشت سر پادشاه خود قرار دارند. البتّه شمار اندکی هم با این همه‌پرسی مخالفند. این‌ها عدّه‌ای مرتجع‌اند که فقط به دنبال جار و جنجال هستند.
- همهٔ افراد، به‌جز کسانی که خانواده و ناموس برایشان بی‌معناست، با آموزش مختلط دختران و پسران مخالفند.
- به غیر از افراد خشن و بی‌ذوق، هر انسانی می‌داند که برای رشد فکری و ذهنی، خواندن مداوم رمان یک نیاز ضروری است.
- تنها یک ترسو می‌تواند به این نظر معتقد باشد.
- اگر می‌خواهی که رأی ندهی، رأی نده؛ امّا هر کسی که رأی نمی‌دهد، بی‌سواد و نادان است.
- مخالفان اسلامی‌سازی علوم‌انسانی، یک مُشت غرب‌زده و فریب‌خورده هستند.
- کسی که به لیست انتخاباتی «الف» رأی بدهد، نفوذی دشمن و خائن است.
- به غیر از وطن‌فروشان و مخالفان استقلال کشور، همه موافق طرح جدید دولت هستند.
- فقط قانون‌شکنان و متخلفان سابقه‌دار با افزایش جریمه‌های راهنمایی‌ و رانندگی مخالفند.
- مخالفان ملّی شدن صنایع و اقتصاد کشور، سرمایه‌داران زالوصفت و عوامل دست‌نشاندهٔ امپریالیسم هستند.